# Pierre-Willy De Muylder
Pierre Willy De Muylder ou Pieter-Willy De Muylder est un peintre belge né à Koekelberg le 12 octobre 1921 et décédé à Jette le 19 janvier 2013.

## Biographie
Il fit ses études à l’École supérieure des arts Saint-Luc de Bruxelles puis à l’Académie royale des beaux-arts sous la direction d’Anto Carte.
En 1967, il entama une carrière d’enseignant qu’il acheva comme professeur du cours supérieur de dessin de l’Académie royale des beaux-arts de Bruxelles en 1981.
Il fut lauréat du Prix Georges Van Zevenberghen en 1993.

## Son œuvre
Sa peinture est très variée dans son inspiration et son expression. 
C’est Anto Carte qui lui apprit la maîtrise du dessin, la rigueur de la composition et les limites imposées à l’imagination par le sujet lui-même.
P.W. De Muylder était fasciné par l’architecture et les machines dans lesquelles il percevait plus que l’œuvre d’un homme. 
Son univers est enfermé, limité si ce n’est pas par un mur ou des vitraux, c’est par un ciel bas, lourdement nuageux et impénétrable.

## Collections
Ses œuvres sont reprises dans des collections privées et publiques dont notamment celles :
- de l’État belge
- de la Députation permanente du Brabant
- de la Fondation pour l'art belge contemporain
- du Musée de Louvain-la-Neuve
- de diverses communes belges

## Expositions personnelles
- 1952 : Galerie Egmont, Bruxelles
- 1955 : Galerie La Sirène, Bruxelles
- 1956 : Atelier Veranneman, Courtrai
- 1957 : Galerie Les Contemporains, Bruxelles
- 1960 : Galerie Le Rouge et le Noir, Charleroi
- 1960 : Maison communale de Ganshoren, Bruxelles
- 1961 : Galerie Géo Michel, Bruxelles
- 1962 : Galerie de la Madeleine, Bruxelles
- 1964 : Galerie de la Madeleine, Bruxelles
- 1965 : Maison communale de Jette, Bruxelles
- 1966 : Galerie d'art Britannique, Ypres
- 1969 : Galerie Albert Ier, Bruxelles
- 1971 : Galerie Albert Ier, Bruxelles
- 1975 : Galerie Albert Ier, Bruxelles
- 1979 : Galerie Hutse, Bruxelles
- 1983 : Trefcentrum De Zeyp, Bruxelles
- 1989 : Galerie Hutse, Bruxelles
- 1994 : Maison des Arts du Goddiarch, Villers-la-Ville
- 1996 : Faculty Club, Louvain
- 1998 : Centre culturel du Rouge-Cloître, Bruxelles
- 1999 : Galerie Idea-Damen, Holsbeek
- 1999 : Château de Horst, Holsbeek
- 2002 : Galerie Albert Ier, Bruxelles